# Westwood, Los Angeles

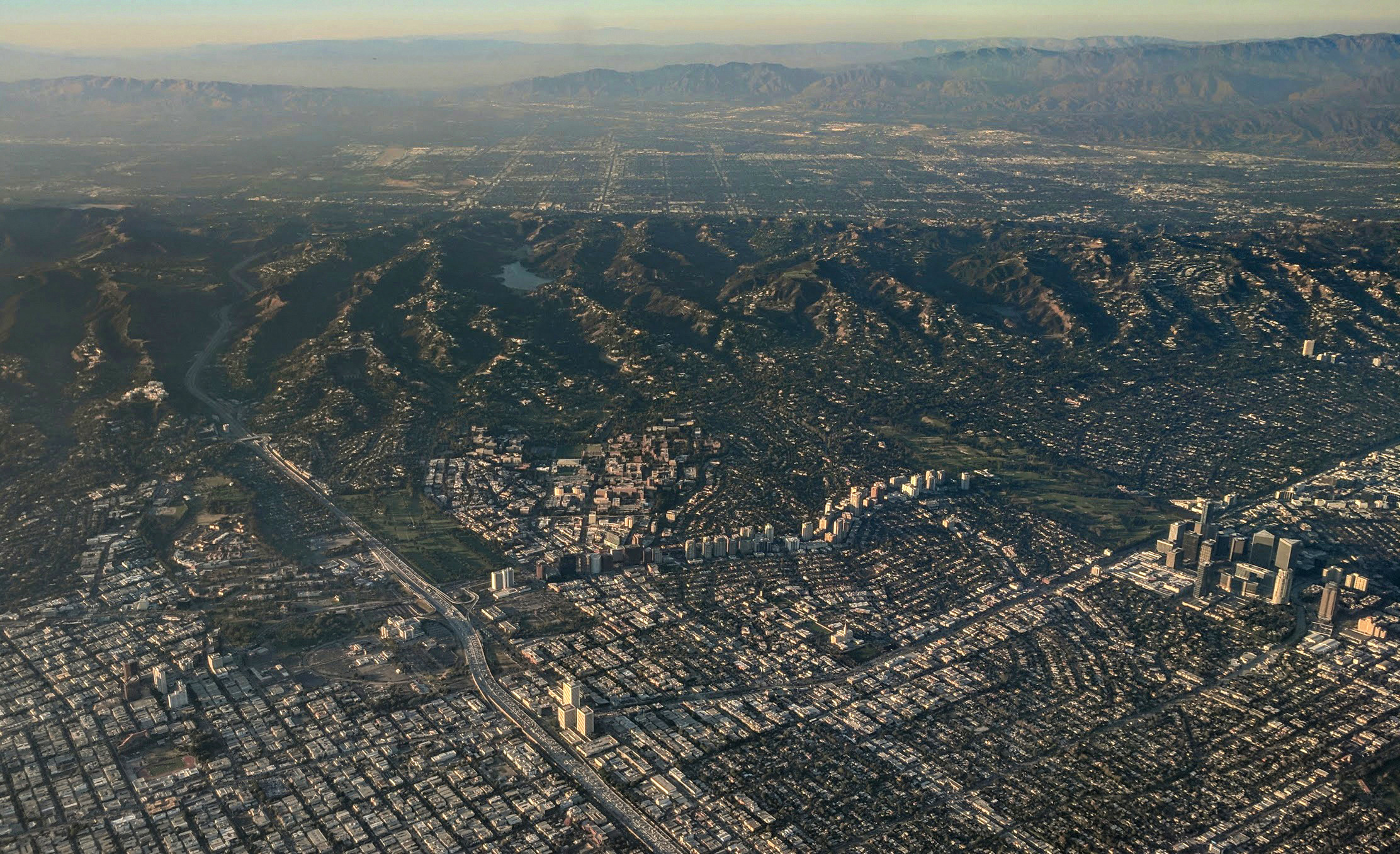
Westwood (mitten) med Century City till höger, samt Santa Monica Mountains och San Fernando Valley i bakgrunden.

Westwood är en stadsdel i västra Los Angeles, Kalifornien, USA. Westwood omges av Bel Air i norr, Brentwood i väster och West Los Angeles i söder.
Westwood är mest känt för att ett av USA:s största och mest betydelsefulla universitet ligger där, University of California, Los Angeles (UCLA). UCLA upptar ett mycket vidsträckt område med forsknings- och utbildningsbyggnader, sportanläggningar och parker. Atmosfären i Westwood präglas av dess tusentals studenter. Söder om UCLA ligger många restauranger, caféer, barer och butiker och området kallas Westwood Village. Westwood genomkorsas av Wilshire Boulevard, Santa Monica Boulevard och Sunset Boulevard. Längs Wilshire Boulevard och Santa Monica Boulevard finns höga hus med mestadels kontor. Mellan Wilshire Boulevard och Santa Monica Boulevard ligger Westwood Village Memorial Park Cemetery där många filmstjärnor, bland andra Marilyn Monroe, ligger begravda.
Väster om UCLA hittar man Westwood Cemetery, en kyrkogård för stupade i krig.